# Râul Racovicioara, Racovița
Râul Racovița este un afluent al râului Racovița. 